# Bernard Evein
Bernard Evein est un décorateur de théâtre et de cinéma, né à Saint-Nazaire le 5 janvier 1929 et mort à Barbâtre (Vendée) le 8 août 2006.

## Biographie
Condisciple de Jacques Demy à l'école des Beaux-Arts de Nantes, il est le décorateur de ce dernier pour huit de ses films. Diplômé de l'IDHEC en 1951 (section décoration), il collabore également avec des cinéastes comme François Truffaut, Louis Malle, Claude Chabrol, Jean-Luc Godard, Agnès Varda et Alain Cavalier ; au théâtre, il travaille notamment avec Jean-Louis Barrault. Sa réflexion sur la couleur dans le décor fait de lui un novateur dans ce domaine.

## Filmographie
- 1952 : La Danseuse nue de Pierre-Louis (assistant décorateur)
- 1957 : Le Bel Indifférent, court-métrage de Jacques Demy
- 1958 : Les Amants de Louis Malle
- 1958 : Les Quatre Cents Coups de François Truffaut
- 1958 : Les Cousins de Claude Chabrol
- 1959 : À double tour de Claude Chabrol
- 1959 : La Sentence de Jean Valère
- 1959 : Les Jeux de l'amour de Philippe de Broca
- 1959 : Les Scélérats de Robert Hossein
- 1960 : Zazie dans le métro de Louis Malle
- 1960 : L'Amant de cinq jours de Philippe de Broca
- 1960 : Une femme est une femme de Jean-Luc Godard
- 1960 : L'Année dernière à Marienbad d'Alain Resnais (costumes)
- 1961 : Le Rendez-vous de minuit de Roger Leenhardt
- 1961 : Les Grandes Personnes de Jean Valère
- 1961 : Lola de Jacques Demy
- 1961 : Cléo de 5 à 7 d'Agnès Varda
- 1961 : Le Combat dans l'île d'Alain Cavalier
- 1962 : Les Dimanches de Ville d'Avray de Serge Bourguignon
- 1962 : Vie privée de Louis Malle
- 1961 : Les Sept Péchés capitaux (épisodes L’Avarice de Claude Chabrol et La Luxure de Jacques Demy)
- 1962 : Le Jour et l'Heure de René Clément
- 1962 : La Baie des Anges de Jacques Demy
- 1963 : Le Feu follet de Louis Malle
- 1963 : Les Parapluies de Cherbourg de Jacques Demy
- 1964 : Aimez-vous les femmes ? de Jean Léon
- 1964 : L'Insoumis d'Alain Cavalier
- 1964 :  Comment épouser un premier ministre de Michel Boisrond
- 1965 : Viva María ! de Louis Malle
- 1965 : Paris au mois d'août de Pierre Granier-Deferre
- 1965 : Qui êtes-vous, Polly Maggoo ? de William Klein
- 1966 : Les Demoiselles de Rochefort de Jacques Demy
- 1966 : Le Plus Vieux Métier du monde (épisode Mademoiselle Mimi de Philippe de Broca)
- 1966 : Sept fois femme de Vittorio De Sica
- 1967 : Adolphe ou l'Âge tendre de Bernard Toublanc-Michel
- 1969 : Tendres chasseurs de Ruy Guerra
- 1969 : L’Aveu de Costa-Gavras
- 1970 : Le Bateau sur l'herbe de Gérard Brach
- 1973 : L'Événement le plus important depuis que l'homme a marché sur la Lune de Jacques Demy
- 1973 : Le Grand Bazar de Claude Zidi
- 1973 : Le Hasard et la Violence de Philippe Labro
- 1973 : La Merveilleuse Visite de Marcel Carné (directeur artistique)
- 1975 : L'Alpagueur de Philippe Labro
- 1976 : Néa de Nelly Kaplan
- 1976 : L'Appât de Peter Patzak
- 1976 : Le Jouet de Francis Veber
- 1977 : La Vie devant soi (film) de Moshé Mizrahi
- 1978 : Lady Oscar de Jacques Demy
- 1979 : Tous vedettes de Michel Lang
- 1979 : Chère inconnue de Moshe Mizrahi
- 1980 : Une merveilleuse journée de Claude Vital
- 1982 : Une chambre en ville de Jacques Demy
- 1984 : Notre histoire de Bertrand Blier
- 1986 : La Rumba de Roger Hanin
- 1986 : Thérèse d'Alain Cavalier
- 1988 : Trois places pour le 26 de Jacques Demy

## Théâtre
Décors
- 1960 : Jean de la Lune de Marcel Achard, mise en scène Bernard Dhéran
- 1963 : La Religieuse de Denis Diderot, mise en scène Jacques Rivette, Studio des Champs-Élysées
- 1974 : L'Amour fou ou la première surprise d'André Roussin, mise en scène Michel Bertay, Théâtre Hébertot
- 1977 : Un ennemi du peuple de Henrik Ibsen, mise en scène Étienne Bierry, théâtre Édouard VII
- 1978 : Le Cauchemar de Bella Manningham de Frédéric Dard d'après Patrick Hamilton, mise en scène Robert Hossein, Théâtre Marigny
- 1979 : Les Parapluies de Cherbourg de Jacques Demy, Michel Legrand, mise en scène Raymond Gérôme, Théâtre Montparnasse
- 1981 : Du vent dans les branches de sassafras de René de Obaldia, mise en scène Jacques Rosny, Théâtre de la Madeleine
- 1984 : Un otage de Brendan Behan, mise en scène Georges Wilson, Théâtre de la Madeleine
- 1985 : Harold et Maude de Colin Higgins, mise en scène Jean-Luc Tardieu, Espace 44, Nantes
- 1986 : Le Silence éclaté de Stephen Poliakoff, mise en scène Jean-Paul Roussillon, Théâtre de la Madeleine
- 1987 : La Menteuse de Jean-Jacques Bricaire et Maurice Lasaygues, mise en scène René Clermont, Théâtre Marigny
- 1991 : La Trilogie marseillaise de Marcel Pagnol, adaptation et mise en scène Jean-Luc Tardieu, Espace 44, Nantes
- 1992 : Une cloche en or de Sim, mise en scène de l'auteur, Théâtre des Nouveautés
- 1995 : Arsenic et vieilles dentelles de Joseph Kesselring, mise en scène Jacques Rosny, Théâtre de la Madeleine

## Distinctions
- Césars 1977 : nomination au César du meilleur décor pour Le Jouet
- Césars 1978 : nomination au César du meilleur décor pour La Vie devant soi
- Césars 1983 : nomination au César du meilleur décor pour Une chambre en ville
- Césars 1985 : nomination au César du meilleur décor pour Notre histoire
- Césars 1987 : nomination au César du meilleur décor pour Thérèse
- Césars 1989 : nomination au César du meilleur décor pour Trois places pour le 26